# Chrysophyllum akusae
Chrysophyllum akusae – gatunek drzew należących do rodziny sączyńcowatych. Jest gatunkiem występującym w strefie tropikalnej.